# Hella Moja
Hella Moja (nacida Helene Gertrud Schwerdtfeger; 18 de enero de 1896 – diciembre de 1951) fue una guionista, productora de cine y actriz de cine alemana. Estaba casada con el director Heinz Paul.

## Biografía
Hella Moja nació como Helene Gertrud Schwerdtfeger el 18 de enero de 1896. Algunas fuentes indican que nació el 2 de febrero de 1890.
Al principio de su carrera, Moja actuó en el Teatr Artystyczny de Varsovia. Tras la muerte de sus padres, trabajó como traductora de polaco y ruso y como redactora para la Deutsche Presse-Korrespondenz de Hannover, la Ullstein-Verlag y la Scherl-Verlag.
Moja empezó a tomar clases de interpretación con Emmanuel Reicher y Frida Richard y debutó en 1913 en el Teatro Lessing de Berlín. Alwin Neuß se fijó en Moja, que debutó en el cine en La rosa blanca (1915). Algunas de sus primeras apariciones en el cine son The Path of Tears (1916), The Oath of Renate Rabenau (1917), The Stranger (1917), y The Enchanted Castle (1918). En 1918, Moja fundó su propia compañía cinematográfica, Hella Moja Filmgesellschaft, que produciría 16 películas. Su primera producción fue Wondrous is the Fairy Tale of Love (1918) con Ernst Hofmann, por la que la crítica alabó su interpretación.
En la década de 1920, Moja protagonizó películas como Countess Walewska (1920), dirigida por Otto Rippert, What a Girl (1920), Felicitas Grolandin (1923), Department Store Princess (1926), U-9 Weddigen (1927), y The Carousel of Death (1928).
Además de actuar y producir, se le atribuye el guion de trece películas, entre ellas Department Store Princess (1926), The False Prince (1927), Three Days of Life and Death (1929), The Other Side (1931) y la película de propaganda nazi The Four Musketeers (1934), todas ellas dirigidas por su esposo Heinz Paul.
Moja sólo participó en siete películas en la década de 1930, y su última aparición en pantalla fue en Comrades at Sea (1938). En 1938 fue expulsada de la Reichsfilmkammer por ser guionista a tiempo parcial.
Moja cambió legalmente su nombre por el de Helka Moroff en 1934, por el de Elka Moroff en 1937 y por el de Hella Sewa en 1942. Trabajó como apuntadora en el Theater Kiel desde 1942 hasta su muerte en 1951.[cita requerida]
Moja se suicidó en diciembre de 1951, aunque un periódico informó de su muerte en 1937, y algunas fuentes sitúan la fecha de su fallecimiento el 15 de enero de 1937. Fue enterrada en Friedhof Heerstraße, pero su tumba fue arrasada posteriormente.

## Filmografía seleccionada
- The Dancer from Tanagra (1920)
- Countess Walewska (1920)
- What a Girl (1920)
- Black Monday (1922)
- The Beautiful Girl (1923)
- Fiat Lux (1923)
- Felicitas Grolandin (1923)
- The Man at Midnight (1924)
- The Dice Game of Life (1925)
- Department Store Princess (1926)
- The False Prince (1927)
- U-9 Weddigen (1927)
- The Carousel of Death (1928)
- Marriage in Name Only (1930)
- The Love Market (1930)
- The Other Side (1931)
- Student Life in Merry Springtime (1931)
- Marshal Forwards (1932)
- The Four Musketeers (1934)
- Comrades at Sea (1938)